# 村井長正
村井 長正（むらい ながまさ、1915年（大正4年）7月30日 - 1997年（平成9年）5月29日）は、昭和期の侍従、華族（男爵）。加賀八家村井家第13代当主。

## 経歴
加賀藩重臣村井家第12代当主、村井長八郎男爵の子として金沢市に生まれる。1945年（昭和20年）12月15日、父の死去に伴い男爵を襲爵した。
東京帝国大学文学部を卒業。1940年（昭和15年）5月に東宮傅育官となり、東宮侍従。
1947年（昭和22年）、故博恭王一年祭に際して皇后宮使の役を務めた。その後、侍従職侍従、皇子傅育官等を歴任した。1965年（昭和40年）、宮内庁を退官し日本大学で倫理学の教鞭をとった。
1997年（平成9年）5月29日未明、自宅において就寝中火災に遭い死去した。

## エピソード
1985年頃、皇太子訪韓計画が浮上した際に、村井は皇太子の身の安全が保障出来ないことを理由に反対し計画を阻止した。

## 親族
- 妻：和子
- 子：長和